# Први јужноморавски партизански одред
Први јужноморавски народноослободилачки партизански (НОП) одред формиран је 7. фебруара 1943. у селу Калуђерце, на планини Кукавици, од Кукавичког, Јабланичког и Топличког одреда. Са три батаљона овај одред је убрзо створио слободну територију у Јабланици, Пустој Реци и Топлици борећи се против окупатора и његових сарадника. Наставио је борбу на Јастрепцу, а после рушења постројења у руднику злата у Лецу разбиo две бугарске чете код Јовиних ливада. Са четницима се сукобио код Девча, Реткоцера и Тулара, а затим у Јабланици и на Радану. Средином године у oдреду су формирана још два ударна батаљона. До краја 1943. борио се са Немцима код Црквице и Коњувца, са Бугарима код Космаче, Богујевца и Рујковца и са четницима код Барја, Округлице и Косанчића. Ове борбе настављене су и у првој половини 1944. када је учествовао и у разбијању четничке Расинско-топличке групе корпуса. Поред овога Одред је вршио диверзије на прузи Београд-Ниш-Скопље и Ниш-Прокупље-Куршумлија, нападао транспорте и ометао саобраћај. Од бораца овог oдреда формирана је Прва јужноморавска бригада. Један батаљон је дао за Другу и три за Четврту јужноморавску бригаду.